# Soppe-le-Bas
Soppe-le-Bas è un comune francese di 708 abitanti situato nel dipartimento dell'Alto Reno nella regione del Grande Est.

## Società

### Evoluzione demografica
Abitanti censiti